# Jop Pollmann
Josephus Casparus Maria (Jop) Pollmann (Arnhem, 19 oktober 1902 – Amsterdam, 6 januari 1972) was een Nederlandse literatuurwetenschapper en etnomusicoloog. Hij was een bevlogen propagandist van de Nederlandse volkscultuur, in het bijzonder van het Nederlandse volkslied.
Samen met Piet Tiggers stelde hij het succesvolle liedboek Nederlands volkslied (1941) samen. Ook was hij mede-oprichter van het Nederlands Volksliedarchief.

## Leven en werk
Jop Pollmann werd geboren in Arnhem in 1902, als zoon van Bernhard Pollmann, geboren in Schepsdorf bij Lingen in Noord-Rijnland-Westfalen (Duitsland) en van Maria Niesert, geboren in Gemen bij Münster (Duitsland). Zijn vader had sinds 1890 een zaak in porselein, glas en huishoudelijke artikelen te Arnhem. Pollmann trouwde in 1935 met Miep Gall (1905-1995). Zij kregen vijf kinderen onder wie Thijs Pollmann (1939, de latere hoogleraar taalkunde aan de Universiteit Utrecht) en uitvinder Huibert Pollmann (1947-2019).
Pollmann deed in 1921 eindexamen aan de rijks-HBS te Arnhem. Twee jaar later, in 1923, deed hij staatsexamen gymnasium in Utrecht. In de jaren hierna studeerde hij in Nijmegen Nederlandse taal- en letterkunde. Gedurende zijn studie werkte hij in zijn vrije tijd in het Vincentius-patronaat voor de arbeidersjeugd te Arnhem. Daarnaast was hij lid van de katholieke studentenvereniging Heemvaart. In 1930 deed hij doctoraalexamen met als speciale onderwerpen het Jiddisch, Herman Heijermans en de pauselijke encycliek Divini Illius Magistri, over de christelijke opvoeding der jeugd. Vanuit zijn gelovige idealistische betrokkenheid bij het rooms-katholieke jeugdwerk verzorgde hij al in de jaren dertig de uitgave van enkele liedbundels: Het blonde riet (1932), Het lachende water (1935), De blijde bongerd (1938).
Direct na zijn doctoraal begon Pollmann aan een proefschrift over het toneelwerk van Herman Heijermans, maar zag daar na enige tijd van af, omdat hij de familie Heijermans niet tot medewerking kon bewegen. In 1935 promoveerde Pollmann aan de Nijmeegse Universiteit op een proefschrift getiteld Ons eigen volkslied. Zijn promotor was Jac. van Ginneken. 
Als volkslieddeskundige werd hij na de dood van Frits Coers in 1937 als adviseur aangetrokken bij de Koninklijke Vereeniging Het Nederlandsche Lied, opgericht in 1904, waar de actieve volks- en dialectkundige dr. P.J. Meertens samen met de jurist Louis ridder Van Rappard (burgemeester van Zoelen, vanaf september 1939 van Gorinchem) in het bestuur zat. Direct na de Duitse inval, toen de niet-nationaalsocialistische jeugdbewegingen waren opgeheven, slaagde laatstgenoemde - uiterst rechts, maar fel anti-Duits en zeer oranjegezind - erin om op een bijeenkomst in het Maarten Maartenshuis te Doorn vertegenwoordigers uit jeugdbewegingen van r.k., socialistische, en christelijke snit bijeen te krijgen (5-10 augustus 1940). Daar was de bedoeling landelijk zanggroepen in het leven te gaan roepen, waar met Nederlandse volksliederen het nationaal gevoel versterkt zou worden, en de "volksche" NSB de wind uit de zeilen gehouden. Onder plm. 50 cursisten waren daar Jop Pollmann en Piet Tiggers van de AJC (met diens assistente Renske Nieweg) als leiders aanwezig, zoals ook Jos Lennards van het Ward-Instituut te Roermond. Een politieke "doorbraak" avant la lettre...
In de periode 1931 tot 1947 werkte Pollmann als leraar Nederlands aan verschillende middelbare scholen. Eerst aan het R.K. Meisjeslyceum (thans Fons Vitae Lyceum) te Amsterdam (1931-1947); daarnaast tevens aan het Gymnasium in Venlo (1932-1942); en ten slotte aan het Lorenz-lyceum in Eindhoven (1934-1938).
In 1932 was Pollmann oubaas van de verkenners in Amsterdam. Vanaf 1933 was hij daar commissaris. Hij was deelnemer aan de Wereldjamboree in 1937 in Vogelenzang. - Van 1933-1937 was Pollmann redacteur van het tijdschrift Bouwen, samen met Jan Beerends, Bernard Verhoeven en Irma Meijer (hij verzorgde in dat tijdschrift de rubriek 'Puin').

## Het Nederlandse volkslied
In de jaren dertig ontmoette Pollmann kaderleden van de socialistische jongerenbeweging de AJC, waaronder Piet Tiggers, Renske Nieweg en Dien Kes, die zich ook wijdden aan de herleving van de Nederlandse volkszang. In 1939 werd hij adviseur van de Koninklijke Vereniging Het Nederlandsche Lied, waarvan Louis Ridder van Rappard (1906-1994) voorzitter was.
In 1936 hielp hij Nienke van Hichtum om een boek uit te geven op basis van de ruim 2500 kinderliedjes die zij uit de mondelinge overlevering verzameld had. Hun samenwerking resulteerde in het liedboek Het spel van moeder en kind (met 275 liedjes en rijmpjes). Pollmann heeft hierin aan de meeste liedjes muzieknotatie toegevoegd, op basis van andere bronnen.
Samen met Piet Tiggers stelde Jop Pollmann vervolgens de liedbundel Nederlands volkslied samen, die in 1941 verscheen. De bundel werd een groot succes en beleefde een heel aantal herdrukken (19e druk in 1977); hij werd gebruikt in zowel de socialistische AJC als in de katholieke jeugdbeweging. Dankzij de inzet van Renske Nieweg werd het liedboek tevens zeer geliefd op de kweekschool. Met bijna een half miljoen verkochte exemplaren hoort de bundel (samen met Kun je nog zingen) bij de twee meest succesvolle liedboeken van de twintigste eeuw.
In de zomer van 1940 organiseerde en doceerde Pollmann, samen met Piet Tiggers en Sef Lennards (ook wel als Jos Lennards bekend), een volkszangcursus voor kaderleden van de AJC en van de katholieke jeugdbeweging. Toen de cursus in 1941 voor de tweede maal werd georganiseerd, werd die op de eerste dag door Duitse instanties verboden. Van 13 juli tot 18 december 1942 zat Pollmann gevangen in het gijzelaarskamp Haaren. Onmiddellijk na het einde van de oorlog, op 10 mei 1945, schreef hij, namens de genoemde Koninklijke Vereniging, een nieuwe cursus uit.
Na de oorlog was hij betrokken bij de oprichting van Volksherstel, een instelling die onder andere een herleving nastreefde van de Nederlandse volkscultuur. In 1947 richtte hij de stichting Ons Eigen Volk op. In dat kader organiseerde en leidde Pollmann ongeveer 22 keer per jaar weekcursussen in het hele land over volkszang en volksdans. Die waren speciaal bedoeld voor leerlingen van de kweekschool en scholen voor maatschappelijk werk.
Samen met Piet Tiggers, Dien Kes en Marie Veldhuyzen vormde hij de redactie van het maandblad Lusthof der lekenmuziek (1949-1950), een tijdschrift uitsluitend bedoeld om beoefenaren van huismuziek een repertoire te bieden. De redactie rechtvaardigde de oprichting van het tijdschrift als volgt: "Een gezond muziekleven kan niet bestaan zonder het actieve musiceren van talloze kleine groepen uit de brede lagen van ons volk, op een wijze, die muzikaal waardevol is." In het tijdschrift werd instrumentale en vocale muziek gepubliceerd, grotendeels uit de tijd vóór Bach.
In 1951 begon hij, samen met E. Bruning, J. Kunst, P.J. Meertens en Marie Veldhuyzen, met het opzetten van het Nederlands Volksliedarchief (een wetenschappelijk archief voor het Nederlandse lied). Er werden kaartenbakken met ongeveer 80.000 volksliedjes aangelegd. In 1963 werd het Volksliedarchief opgenomen in het Volkskundebureau, dat later de afdeling Volkskunde werd van het Meertens Instituut. Dit archief groeide uit tot zo'n 170.000 liederen en werd rond het jaar 2000 gedigitaliseerd. Het is nog altijd de belangrijkste wetenschappelijke bron voor het Nederlandse lied van de Middeleeuwen tot de eenentwintigste eeuw.
Opnieuw in samenwerking met Piet Tiggers en Dien Kes stelde hij het vijfdelige Kinderzang en Kinderspel (1948-56) samen, met spelbeschrijvingen bij de liedjes.
Pollmanns eigen collectie oude liedboekjes bevindt zich sinds 2000 in het Vlaams Centrum voor Volkscultuur. Hij was lid van de Amsterdamse Kunstraad, en organiseerde in die hoedanigheid lessen klassieke muziek en schoolconcerten voor de Amsterdamse lagere schooljeugd. Hij was hoofdredacteur van Speel, een uitgave voor amateurtoneelspelers van de stichting Ons Leekenspel.
Met J.A.M. Weterman en Kees Middelhoff maakte hij rond 1960 Nederlandse bewerkingen op de psalmmelodieën van Joseph Gelineau. Daar had hij mee kennis gemaakt via zijn zwager Lode Gall die pastoor was in Frankrijk.
Op 1 maart 1970 stopte Pollmann met Ons Eigen Volk. Hij droeg het leiderschap over aan Henk Waardenburg. Vanaf die tijd wijdde hij zich aan een werk, dat een overzicht van alle volksliedgenres moest worden. Voordat hij dit af kon ronden, overleed hij onverwacht, 6 januari 1972, in de leeftijd van 69 jaar.

## Uitgaven (selectie)
- 1935 – Ons eigen volkslied (proefschrift Nijmegen) https://dbnl.org/tekst/poll006onse01_01/
- 1952 – Naar een levende Volkscultuur: een bundel opstellen over de aesthetische en sociaal-paedagogische waarden van handenarbeid en beeldende expressie, lekenmuziek, lekentoneel, spel, volksdans en volkszang, redactie en bijdragen

### Liedbundels
- 1932 – Het blonde riet
- 1935 – Het lachende water
- 1936 – Het spel van moeder en kind, met S. Troelstra-Bokma de Boer (pseud. Nienke van Hichtum), uitgeverij De Toorts (8e druk in ca. 1966)
- 1938 – De blijde bongerd
- 1938 – Slaat Trommels en trompetten, 10 vaderlandse liederen
- 1941 – Nederland's volkslied (= later:) Nederlandsch Volkslied, met Piet Tiggers, uitgeverij De Toorts (19e druk in 1977)
- 1948 – Kinderzang en Kinderspel. Tweehonderdvijftig liedjes en spelen voor jongens en meisjes van 6-13 jaar (2 dln), met Dien Kes en Piet Tiggers
- 1949-1950 – Lusthof der lekenmuziek, red. Piet Tiggers, Marie Veldhuyzen en Dien Kes, 2 jaargangen van elk 12 afleveringen
- 1955 – Kinderzang en Kinderspel. Honderd kinderliedjes en –spelen (dl. 3), met Piet Tiggers
- 1956 - Het spel van moeder en kind:  1e deel '120 liedjes, spelen en rijmen voor de kleinen'; 2e deel '155 liedjes, spelen en rijmen voor de kleinen', door S. Troelstra-Bokma de Boer, Jop Pollmann, met medewerking van Dien Kes en C.J. Stip. - (dln 4 en 5 in de reeks Kinderzang en kinderspel). - Haarlem, Uitgeverij De Toorts
- 1957 – Psalmen in Nederlands proza, volgens de methode van J. Gelineau, met C.A.M. Middelhoff en J.A.M. Weterman